# SN 1939C
SN 1939C – supernowa typu I odkryta 17 lipca 1939 roku w galaktyce NGC 6946. Jej maksymalna jasność wynosiła 13,2m.